# Игуман Фотије (Костовски)
Фотије (световно Александар Костовски; Скопље, 25. август 1981) протосинђел је Српске православне цркве и игуман Манастира Девине Воде.

## Биографија
Игуман Фотије (Костовски) рођен је 25. августа 1981. године у Скопљу (Северна Македонија), од честитих и побожних родитеља, основну и средњу школу завршио је у родном месту а потом Музичку академију у Софији. Приликом крштења је добио име Александар.
Свој монашки пут започиње 2003. године када одлази у Марков манастир код Маркове Сушице у Северну Македонију, као искушеник манастира. Ступа у Манастир Сопоћане код Новог Пазара, 2004. године. Замонашен је 2005. године у Сопоћанима, од тадањшег епископа рашко-призренског Артемија добивши монашко име Фотије.
Исте 2005. године одлази по потреби на послушање у Манастир Грачаницу на Косову, да се брине о свакодневним пословима и потребама у епископском двору ту остаје до 2009. године. Рукоположен је у чин јерођакона 11. новембра 2007. године у Манастиру Грачаници, а у чин јеромонаха 14. новембра 2009. године у Манастиру Сопоћани. Постављен је 2009. године за игумана старешину Манастира Девине Воде код Звечана. 2023.године прогоњен је са Косова и Метохије, након тога канонским путем прешао је у Осоговски манастир у Македонији (Македонска православна Црква) где је убрзо постао игуман.